# Provinciale weg 344

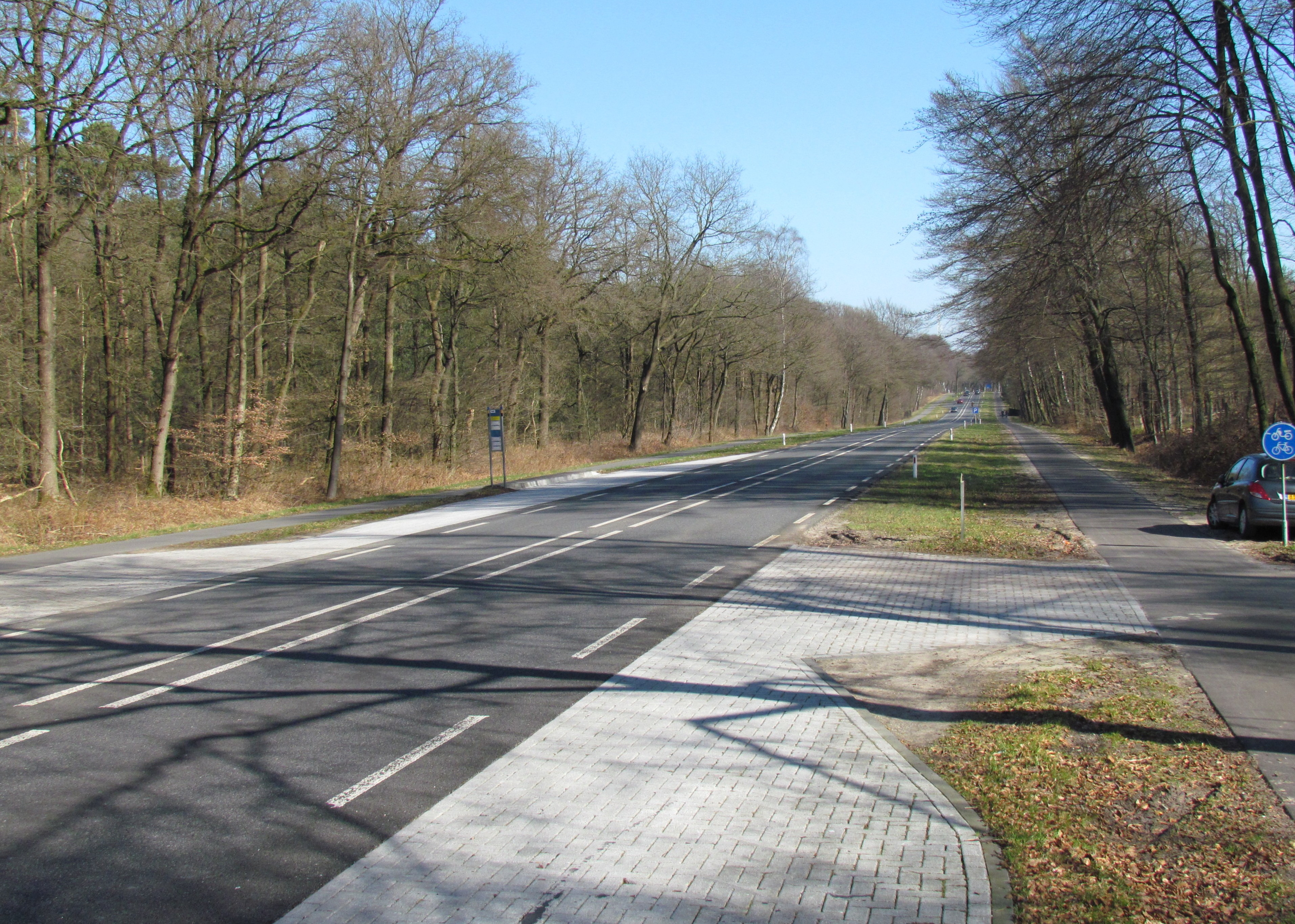
De Amersfoortseweg ter hoogte van Hoog Soeren

De N344 is deels provinciale en deels gemeentelijke weg, die door de provincies Gelderland en Overijssel loopt. De weg is grotendeels uitgevoerd als tweestrooks-gebiedsontsluitingsweg, waar buiten de bebouwde kom een maximumsnelheid van 80 km/u van kracht is. Binnen de bebouwde kom geldt overal een maximumsnelheid van 50 km/u.
De N344 verbindt Voorthuizen via Apeldoorn en Deventer met Holten. Enkele dorpen en buurtschappen aan de N344 zijn Garderen, Nieuw-Milligen, Teuge, Twello, Colmschate en Bathmen (Oude Molen). Tussen Voorthuizen en Apeldoorn heet de weg Apeldoornsestraat en Amersfoortseweg, tussen Apeldoorn en Deventer Deventerstraat en Rijksstraatweg, tussen Deventer en Holten Holterweg.
Binnen de gemeente Deventer vormt de N344 de belangrijkste verbindingsas tussen het oude deel van Deventer en het stadsdeel Colmschate. De kruising met de N348 in Colmschate heet "De Knoop".
Verder is de weg een belangrijke verkeersader voor het vliegveld Teuge en de dorpen Bathmen en Lettele. Tussen Apeldoorn en Garderen bereikt de weg een hoogte van 100 meter boven zeeniveau.

## Geschiedenis
Oorspronkelijk was de gehele lengte een rijksweg, in beheer bij Rijkswaterstaat. In het eerste Rijkswegenplan van 1932 was het gedeelte tussen Amersfoort en Deventer genummerd als Rijksweg 29, het gedeelte tussen Deventer en Holten als Rijksweg 44 dat verder via Hengelo naar de Duitse grens bij Denekamp liep. Het gedeelte tussen Holten en Wierden werd genummerd als Rijksweg 44a. Vanaf het Rijkswegenplan 1968, toen de nummers 29 en 44 in Zuid-Holland werden hergebruikt voor de A29 en A44, werd de weg omgenummerd. De voormalige Rijksweg 29 werd omgenummerd tot Rijksweg 829 en de eerdere Rijksweg 44 werd omgenummerd tot Rijksweg 844. Het laatste gedeelte tot Wierden werd als Rijksweg 843 genummerd.
De weg had tot de aanleg van de A1 een belangrijke internationale functie en was onderdeel van het Europese wegennet en genummerd als E8 (de tegenwoordige E30). De functie van de huidige N344 werd langzamerhand minder belangrijk toen de weg stapsgewijs werd vervangen door de A1. Vanwege de verminderde (inter)nationale functie werd besloten om de weg in het kader van de Wet herverdeling wegenbeheer in 1993 over te dragen aan de provincies Gelderland en Overijssel. De provincie Overijssel besloot hierop het wegvak tussen Holten en Wierden om te nummeren tot N350.
Op 25 november 2019 is de Heuvelrandweg ten noorden van Voorthuizen geopend en hoeft het verkeer niet meer door Voorthuizen om de N303 te bereiken. De Heuvelrandweg is als R101 genummerd en de N344 eindigt nu bij het begin van de nieuwe rondweg.
Vanwege de geschiedenis als voorloper van de A1 wordt de N344 ook wel de "oude weg" genoemd.

## Eigendom
Het gedeelte van de N344 tussen Voorthuizen en Nieuw-Milligen is door de provincie Gelderland overgedragen aan de gemeentes Barneveld en Apeldoorn. De gemeente Apeldoorn is tevens eigenaar van de weg van het gedeelte dat door de stad Apeldoorn loopt en de gemeente Deventer van het gedeelte binnen de bebouwde kom van Deventer.
De totale lengte van de N344 is 58,5 km. Hiervan wordt 22,5 km beheerd door de gemeentes (Barneveld, Apeldoorn en Deventer); 23,5 km door de provincie Gelderland en 12,5 km door de provincie Overijssel.